# Sauveterre-de-Rouergue
Sauveterre-de-Rouergue (en occitano Sauvatèrra) es una comuna francesa del departamento del Aveyron en la región de Mediodía-Pirineos, dentro del territorio de Le Ségala (en occitano Lo Segalar). 
Se trata de una antigua bastida creada por el rey Philippe III en 1281 y que conserva abundante patrimonio medieval, lo que le vale estar incluida en la categoría de Les plus beaux villages de France.
Sauveterre-de-Rouergue es conocida por sus cuchillos y navajas (couteaux de Sauvaterre).

## Demografía
| 972 | 964 | 891 | 793 | 888 | 832 |
| Para los censos de 1962 a 1999 la población legal corresponde a la población sin duplicidades (Fuente: INSEE [Consultar]) |     |     |     |     |     |